# آیدین بایراموف
آیدین بایراموف (انگلیسی: Aydın Bayramov؛ زادهٔ ۱۸ فوریهٔ ۱۹۹۶) بازیکن فوتبال اهل جمهوری آذربایجان است.